# ترس از تعهد
ترس از تعهد یا گاموفوبیا نوعی ترس غیرواقعی از پیمان بستن، تعهد دادن و پذیرا شدن التزام برای باقی ماندن در یک ارتباط ثابت و صادقانه در کنار یک شخص دیگر برای همیشه است. گاموفوبیا اصطلاحی است که برای توصیف ترس‌های غیرعادی از تعهد و ازدواج به کار می‌رود.
بیشتر افراد نمی‌دانند که با ازدواج کردن و تشکیل خانواده با چه مسائلی مواجه می‌شوند. در واقع خانواده و روابط جدید همگی برای کسانی که در دوران مجرّدی برای خودشان خلوتی داشته، چند سال تنها زندگی کرده، درون‌گرا بوده و شخصیت اجتنابی دارند کابوس است.ترس از صمیمیت، هراسی است که بیشتر در پسران دیده می‌شود. در واقع برای این قشر نزدیکی به زنان در بخش‌هایی از زندگی‌شان آرزوست اما اگر از حد بگذرد به کابوس تبدیل می‌شود. در واقع یک پسر از کودکی باید برای استقلال روانی خود سدی به نام مادر را پشت سر بگذارد. مثلاً یک دانش‌آموز پسر ۹ ساله دوست ندارد مادرش برای بازگشتن از مدرسه دنبالش برود به همین خاطر صمیمیت‌هایی با این شکل را دفع می‌کند. فرایند استقلال از مادر کم کم در جوانی یک مرد مبدل به استقلال از زنان شده و آن‌ها ناخودآگاه خود را از همه زنان بی‌نیاز می‌بینند. این همان نکته مبهم است که زنان را سردرگم کرده و موجب می‌شود مردان در خلوت‌های شخصی، خود و علایقشان را بازیابی کنند و بیشتر امور روزمره خود را به نامزد یا همسرشان اطلاع ندهند. کسانی که تجربه ناموفق عاطفی دارند یا در اطرافیانشان شاهد شکست‌های عاطفی، طلاق، خیانت و کشمکش‌های خانوادگی بوده‌اند، از آمار زیاد جدایی نگرانند و می‌ترسند مشابه همین اتفاق برایشان بیفتد. از این‌رو دچار ترس از ازدواج یا همان گاموفوبیا می‌شوند.
یکی از عوامل تشدید کننده گاموفوبیا، مشاهده ازدواج‌های ناموفق در اطرافیان است. افرادی که در خانواده یا دوستان خود شاهد طلاق، خیانت یا کشمکش‌های مداوم بوده‌اند، به طور ناخودآگاه این ترس را درونی می‌کنند که مبادا تجربه مشابهی برای آن‌ها تکرار شود. این نگرانی به ویژه در کودکان طلاق یا کسانی که الگوهای ارتباطی ناسالم را دیده‌اند، عمیق‌تر است. با این حال، بررسی دلایل شکست این ازدواج‌ها مانند اختلاف سنی زیاد، عدم شناخت کافی یا مشکلات مالی می‌تواند به فرد کمک کند تا متوجه شود که هر رابطه‌ای الزاماً به سرنوشتی مشابه ختم نمی‌شود. در واقع، آگاهی از این عوامل و انتخاب آگاهانه شریک زندگی می‌تواند از تبدیل ترس طبیعی به فوبیا جلوگیری کند.